# عروس کودک (فیلم ۱۹۷۶)
عروس کودک (به انگلیسی: Child Bride) فیلمی هندی محصول سال ۱۹۷۶ و به کارگردانی تارون ماجمودار است. در این فیلم بازیگرانی همچون ساچین، راجینی شارما، آسرانی، ای. کی. هانگال، ارومیلا بات، آشوک کومار و لیلا میشارا ایفای نقش کرده‌اند.